# Гревесмюлен
Гревесмю́лен (нем. Grevesmühlen) — город в Германии, районный центр, расположен в земле Мекленбург-Передняя Померания.
Входит в состав района Северо-Западный Мекленбург.  Население составляет 10594 человека (на 31 декабря 2013 года). Занимает площадь 52,32 км². Официальный код  —  13 0 58 034.